# Старогородское городище
Старогородское городище — остатки древнерусской крепости в селе Старый Город близ Дмитриева-Льговского.

## История исследования
О существовании Старогородского городища учёным стало известно в XIX веке. В разное время его изучали археологи А. Преображенский, Ю. Липкинг и П. Гайдуков. В результате обследований выяснилось, что культурные напластования памятника относятся к раннему железному веку, роменской культуре IX—X веков и древнерусской эпохе.

## Описание памятника
Городище расположено на правом берегу реки Свапа и состоит из двух укреплённых площадок, разделённых валом и рвом. Периметр городища также обнесён валом высотой от одного до восьми метров. Территория памятника занята современным кладбищем. В центре городища находится понижение, которое местные жители именуют потайником и считают остатками подземного хода к реке.
По мнению ряда исследователей, Старогородское городище представляет собой остатки древнерусского города Липовичска — столицы Липовичского княжества.